# Marius Copil
Marius Copil (født 17. oktober 1990 i Arad, Rumænien) er en professionel tennisspiller fra Rumænien.